# جبريل سيمو
جبريل سيمو (بالفرنسية: Gabriel Simo)‏ هو عالم عقيدة كاميروني، ولد في 15 مارس 1937، وتوفي في 24 نوفمبر 2017.